# ماهونية يابانية
الماهُونِية اليابانية هي نوع من النباتات المزهرة من جنس الماهونية في الفصيلة البرباريسية مهدها تايوان. ليست اليابان مهدها حسب ما يشير الاسم، إلا أنها معروفة في الزراعة هناك منذ قرون.